# 日本の保育所一覧
日本の保育所一覧（にほんのほいくしょ いちらん）は、日本の保育所における福祉記事一覧。

## 地域別の一覧

### 北海道地方
- 北海道保育所一覧

### 東北地方
- 青森県保育所一覧
- 岩手県保育所一覧
- 秋田県保育所一覧
- 宮城県保育所一覧
- 山形県保育所一覧
- 福島県保育所一覧

### 関東地方
- 茨城県保育所一覧
- 栃木県保育所一覧
- 群馬県保育所一覧
- 埼玉県保育所一覧
- 千葉県保育所一覧
- 東京都保育所一覧
- 神奈川県保育所一覧

### 中部地方
- 新潟県保育所一覧
- 富山県保育所一覧
- 石川県保育所一覧
- 福井県保育所一覧
- 山梨県保育所一覧
- 長野県保育所一覧
- 岐阜県保育所一覧
- 静岡県保育所一覧
- 愛知県保育所一覧

### 近畿地方
- 三重県保育所一覧
- 滋賀県保育所一覧
- 京都府保育所一覧
- 大阪府保育所一覧
- 兵庫県保育所一覧
- 奈良県保育所一覧
- 和歌山県保育所一覧

### 中国地方
- 鳥取県保育所一覧
- 島根県保育所一覧
- 岡山県保育所一覧
- 広島県保育所一覧
- 山口県保育所一覧

### 四国地方
- 徳島県保育所一覧
- 香川県保育所一覧
- 愛媛県保育所一覧
- 高知県保育所一覧

### 九州地方
- 福岡県保育所一覧
- 佐賀県保育所一覧
- 長崎県保育所一覧
- 熊本県保育所一覧
- 大分県保育所一覧
- 宮崎県保育所一覧
- 鹿児島県保育所一覧
- 沖縄県保育所一覧